# الأعسم (فلسطينية)
الاعسم هي قرية فلسطينية غير معترف بها سميت على اسم القبيلة البدويّة، التي تعيش في قضاء بئر السبع الجنوبي. وبحسب إحصاء للقبائل البدويّة أجري عام 2019، يعيش في القبيلة نحو 10600 نسمة،56 % منهم تتراوح أعمارهم بين 0-17 سنة، 42% منهم  تتراوح أعمارهم بين 18-64 سنة، 2% أعمارهم فوق 65 سنة، أي غالبيتهم العظمى هي الشباب الذين تتراوح أعمارهم بين 1 و 17 سنة.
يتواجد في هذه البلدة مدرستين ابتدائيتان:
1. مدرسة الاعسم "ب" من صف اول حتى الثامن.
2. مدرسة المستقبل من الصف الأول حتى الثامن.[3][4][5]